# Іван Євангеліст
Іван Євангеліст (грец. Εὐαγγελιστής Ἰωάννης, івр. יוחנן כותב הבשורה; 10, Галілея, Іродіанська тетрархія або Юдея, Римська імперія — 98, Ефес, Сельчук, Ізмір, Туреччина) — згідно з церковною традицією, автор кількох книг Нового Заповіту: Євангелія від Івана, Об'явлення Івана Богослова та Послань Івана.

## Євангеліє від Івана
Автор Євангелія від Івана не називає себе на ім'я, але в богослов'ї його традиційно ототожнюють із апостолом Іваном. Апостол Іван — історична особа, один із керівників Єрусалимської церкви після смерті Ісуса Христа. Він був одним із дванадцяти апостолів, єдиний, який дожив до похилого віку і не був убитим за свою віру.
Деякі дослідники заперечують авторство апостола. Ім'я Іван Богослов апостол отримав через іменування Ісуса Христа в Євангелії від Івана Словом Божим.

## Авторство книг Івана
Авторство Євангелія від Івана, Одкровень Івана Богослова та Послань Івана дискутувалося принаймні від ІІ століття.
Православна традиція приписує всі книги апостолу Івану Богослову, сину Зеведея.
У VI столітті в декреті папи Геласія друге та третє послання Івана приписувалися «іншому Івану старшому».

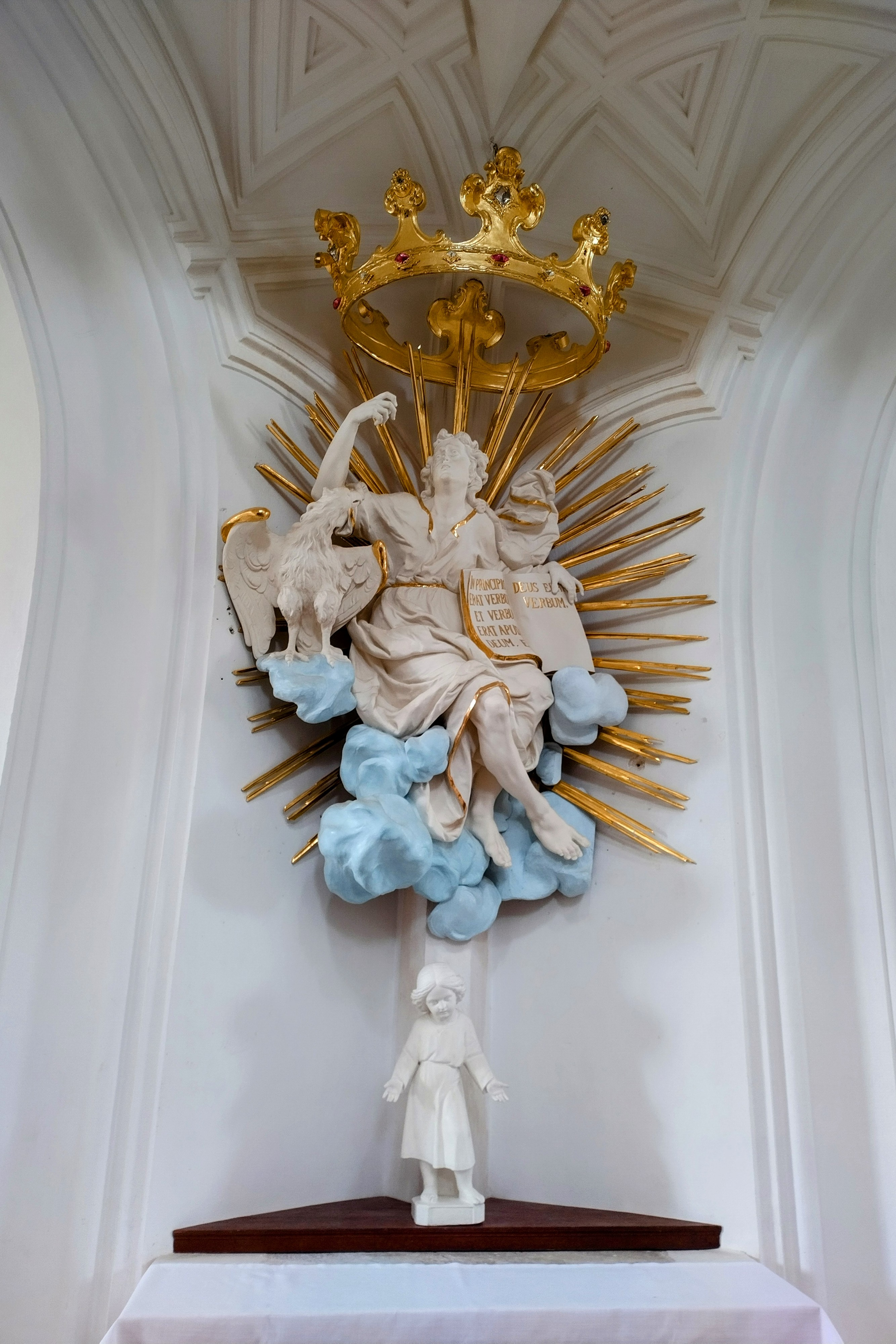
Бічний вівтар Св. Івана Євангеліста Костел Св. Яна Непомуцького (Зелена гора)

Багато сучасних учених вважають, що жодна з приписуваних книг не належить апостолу Івану.
Деякі дослідники припускають, що автор послань відрізняється від автора Євангелія, хоча всі чотири тексти написані в одній громаді.